# Laetifautor
Laetifautor là một chi ốc biển, là động vật thân mềm chân bụng sống ở biển trong họ Calliostomatidae.

## Các loài
Các loài trong chi Laetifautor gồm có:
- Laetifautor deceptum (E.A. Smith, 1898)[2]
- Laetifautor elegans Habe, 1960[3]
- Laetifautor fundatus Marshall, 1995[4]
- Laetifautor rubropunctatum (A. Adams, 1851)[5]
- Laetifautor spinulosum (Tate, 1893)[6]